# Berit Nesheim
Berit Nesheim (28 gennaio 1945) è un regista norvegese.
Con il film Gli angeli della domenica (Søndagsengler) ha ricevuto la candidatura per l'Oscar al miglior film in lingua straniera ai Premi Oscar 1997.

## Filmografia parziale
- Frida (1989) - Film TV
- Frida - med hjertet i hånden (1991)
- Oltre il cielo (Høyere enn himmelen) (1993)
- Gli angeli della domenica (Søndagsengler) (1996)
- Offshore (1996-1999) - Serie TV
- Evas øye (1999)
- Soria Moria (2000-2001) - Serie TV